# Oblast Moermansk
De oblast Moermansk (Russisch: Мурманская область, Moermanskaja oblast) is een oblast (bestuurlijke eenheid) in Noordwestelijk Europees Rusland.
De oblast ligt in het noordoosten van Europa en omvat ook het schiereiland Kola. Ten noorden van de oblast ligt de Barentszzee, ten oosten ervan de Witte Zee, in het zuiden grenst de oblast aan Karelië en in het Westen aan Finland en Noorwegen.
Het landschap is voor het grootste deel heuvelachtig, het hoogste gebergte wordt gevormd door het Chibinen-massief. Doordat de zee met de warme golfstroom dichtbij is, is het klimaat relatief mild.
Reeds in de 12e eeuw begonnen de Russen de kust van de Witte Zee te onderzoeken. Het gebied bleef echter lang achter; Moermansk werd pas in 1916 gesticht. De bevolking woont vooral aan de Moermansk-spoorlijn, die Moermansk met het zuiden verbindt. Naast Russen woont er ook een kleine minderheid van Saami.
De belangrijkste economische activiteit is de mijnbouw. In het district worden apatiet, nikkel, ijzererts, koper en andere bodemschatten gewonnen. Daarnaast zijn de visvangst en bosbouw van betekenis. Door de Golfstroom is de haven van Moermansk ook in de winter ijsvrij.

## Demografie
| 1926   | 1939    | 1959    | 1970    | 1979    | 1989      | 2002    | 2010    | 2018    |
| ------ | ------- | ------- | ------- | ------- | --------- | ------- | ------- | ------- |
| 32.000 | 291.000 | 568.000 | 800.000 | 965.000 | 1.147.000 | 892.500 | 795.409 | 753.557 |